# Phaea juanitae
Phaea juanitae là một loài bọ cánh cứng trong họ Cerambycidae.